# Léning
Léning est une commune française située dans le département de la Moselle, en région Grand Est.

## Géographie
Le village de Léning est situé sur la rive droite de l'Albe près de la route de Dieuze à Saint-Avold, à 5 km au N. O. d'Albestroff et à 37 km au N. E. de Château-Salins.
La commune fait partie de la ZNIEFF du pays des étangs.

### Communes limitrophes
|              | Hellimer | Gréning        |
| Francaltroff | Léning   | Nelling Réning |
| Montdidier   |          | Albestroff     |

### Hydrographie
La commune est située dans le bassin versant du Rhin au sein du bassin Rhin-Meuse. Elle est drainée par l'Albe, le ruisseau Kuhmattgraben, le ruisseau de Sussmatte et le ruisseau le Matzengraben.
L'Albe, d'une longueur totale de 33,3 km, prend sa source dans la commune de Rodalbe et se jette dans la Sarre à Sarralbe, après avoir traversé douze communes.

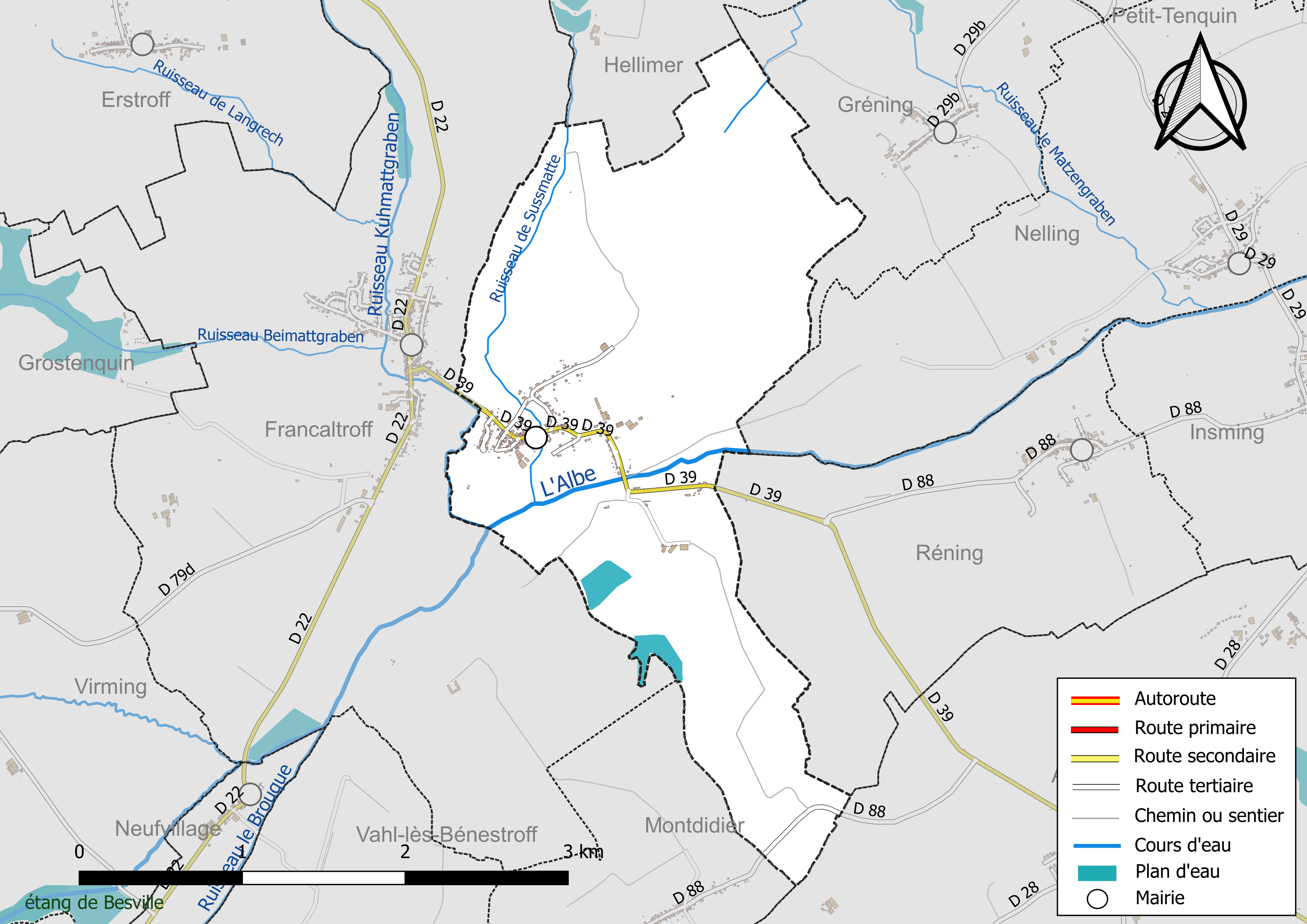
Réseaux hydrographique et routier de Léning.

La qualité des eaux des principaux cours d’eau de la commune, notamment de l'Albe, peut être consultée sur un site spécial géré par les agences de l’eau et l’Agence française pour la biodiversité.

### Climat
Pour des articles plus généraux, voir Climat du Grand Est et Climat de la Moselle.
En 2010, le climat de la commune est de type climat des marges montargnardes, selon une étude du Centre national de la recherche scientifique s'appuyant sur une série de données couvrant la période 1971-2000. En 2020, Météo-France publie une typologie des climats de la France métropolitaine dans laquelle la commune est exposée à un climat semi-continental et est dans la région climatique Lorraine, plateau de Langres, Morvan, caractérisée par un hiver rude (1,5 °C), des vents modérés et des brouillards fréquents en automne et hiver.
Pour la période 1971-2000, la température annuelle moyenne est de 9,9 °C, avec une amplitude thermique annuelle de 17 °C. Le cumul annuel moyen de précipitations est de 810 mm, avec 11,9 jours de précipitations en janvier et 9,2 jours en juillet. Pour la période 1991-2020, la température moyenne annuelle observée sur la station météorologique de Météo-France la plus proche, « Kappelkinger_sapc », sur la commune de Kappelkinger à 8 km à vol d'oiseau, est de 10,6 °C et le cumul annuel moyen de précipitations est de 772,6 mm. 
La température maximale relevée sur cette station est de 38,8 °C, atteinte le 25 juillet 2019 ; la température minimale est de −19,6 °C, atteinte le 26 décembre 2010,,.
Les paramètres climatiques de la commune ont été estimés pour le milieu du siècle (2041-2070) selon différents scénarios d'émission de gaz à effet de serre à partir des nouvelles projections climatiques de référence DRIAS-2020. Ils sont consultables sur un site spécial publié par Météo-France en novembre 2022.

## Urbanisme

### Typologie
Au 1er janvier 2024, Léning est catégorisée commune rurale à habitat dispersé, selon la nouvelle grille communale de densité à sept niveaux définie par l'Insee en 2022.
Elle est située hors unité urbaine et hors attraction des villes,.

### Occupation des sols
L'occupation des sols de la commune, telle qu'elle ressort de la base de données européenne d’occupation biophysique des sols Corine Land Cover (CLC), est marquée par l'importance des territoires agricoles (82,9 % en 2018), une proportion identique à celle de 1990 (82,9 %). La répartition détaillée en 2018 est la suivante :
terres arables (47,4 %), prairies (35,5 %), forêts (12,1 %), zones urbanisées (5,1 %). L'évolution de l’occupation des sols de la commune et de ses infrastructures peut être observée sur les différentes représentations cartographiques du territoire : la carte de Cassini (XVIIIe siècle), la carte d'état-major (1820-1866) et les cartes ou photos aériennes de l'IGN pour la période actuelle (1950 à aujourd'hui).

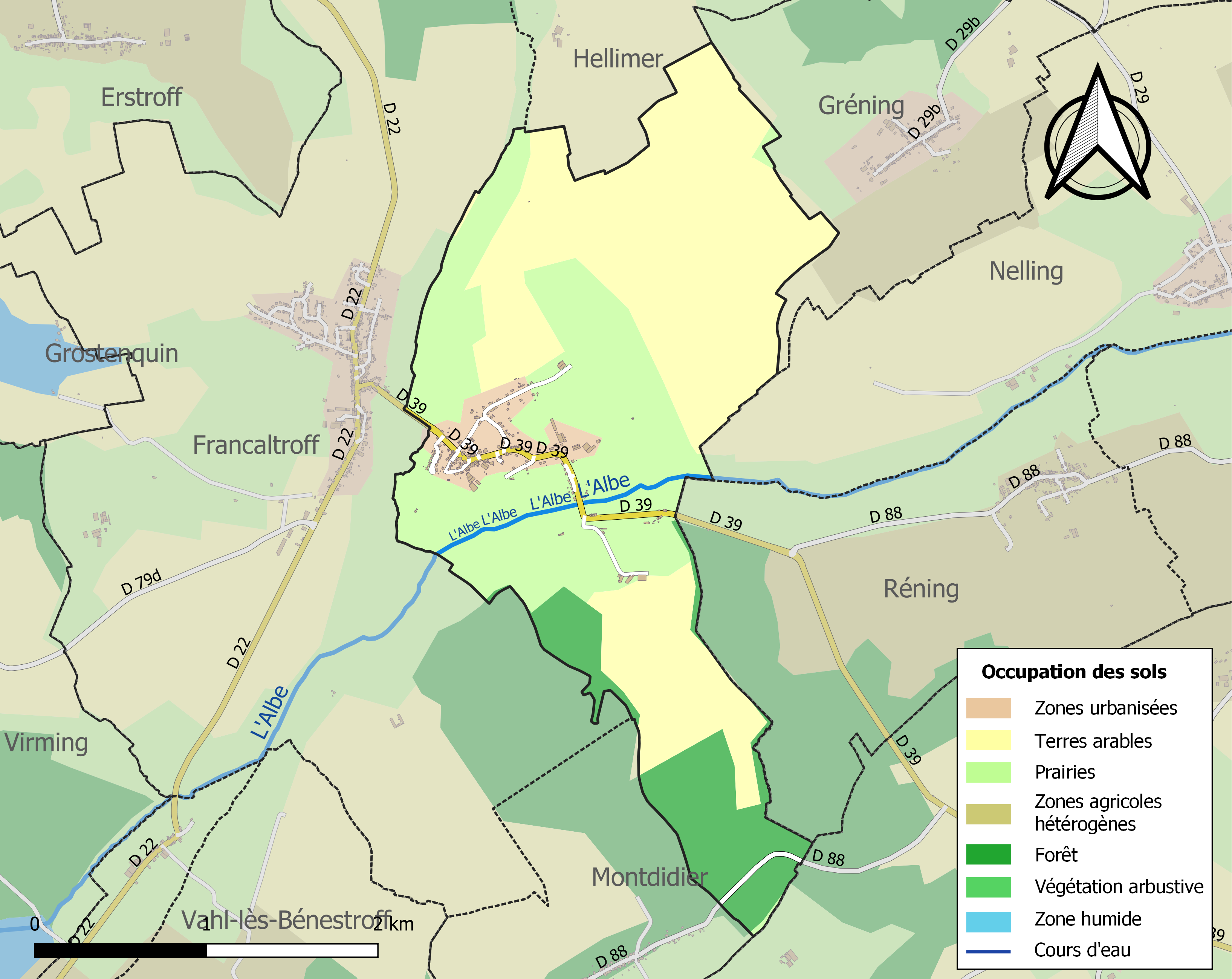
Carte des infrastructures et de l'occupation des sols de la commune en 2018 (CLC).

## Toponymie
Bien que le village ait été possédé au XIIIe siècle par les comtes de Linange originaires de Leiningen en Rhénanie-Palatinat, son nom est plus ancien et n’a aucun rapport avec cette illustre famille. Une des mentions les plus anciennes et irréfutables de Léning se trouve dans une charte de l’abbaye de Wörschweiler où Léning est mentionné sous le nom de Lendingen  (1240). Par la suite on trouve dans les archives diverses dénominations dont  Laudingen (1365), Lenningen-Altorf (1510), Altorff-Leningen (1559), Linningen-Aldorf (1567), Leiningen (1587), Leyningen (1594), Leiningen-et-Altorff (XVIe siècle), Léning-les-Hingsanges (1626), Lenningen (1633), puis Léning qui prévaudra à partir du XVIIIe siècle (1793), jusqu’à l’annexion allemande (1871-1919) où l’ancien nom de Leiningen devient le nom officiel du village.
En francique lorrain Léning se dit Läning [lεniŋ].

## Histoire
Le village de Léning est situé en Lorraine allemande non loin de la frontière linguistique mosellane du XXe siècle.

### Du Moyen Âge à la fin de l'indépendance lorraine
La plupart des auteurs contemporains admettent à la suite de Stoffel  que la mention « Altorf juxta Tannae villam » trouvée dans une charte de l’évêque Enguerrand de Metz datant de l’an 787 fait référence à Francaltroff près de Grostenquin. Dans cette hypothèse, l’origine de Léning, dont Francaltroff n’était jusqu’au XVIIIe siècle qu’une annexe paroissiale, pourrait être antérieure à cette époque.
Léning faisait initialement partie du comté de Marimont (Mörsberg) dont avait hérité au XIIe siècle la puissante maison des comtes de Sarrebruck puis au siècle suivant les comtes de Deux-Ponts (Zweibrücken) et de Linange (Leiningen) qui en sont issus.
En 1240 Walter de Brucken fait don à l’abbaye de Wörschweiler, située près de Hombourg (Sarre), de ses dimes de « Lendingen » avec l’accord de ses suzerains Frédéric de Linange et Henri de Deux-Ponts. L’abbaye conserva la jouissance de ces dimes jusqu’à sa sécularisation par les princes de Palatinat-Deux-Ponts au XVIe siècle.
À la suite du mariage de Cunégonde de Linange (Kunigunde von Leiningen) avec Henri I de Blâmont, Léning échut vers 1266 aux sires de Blâmont dont les armes ont inspiré l’actuel blason du village.

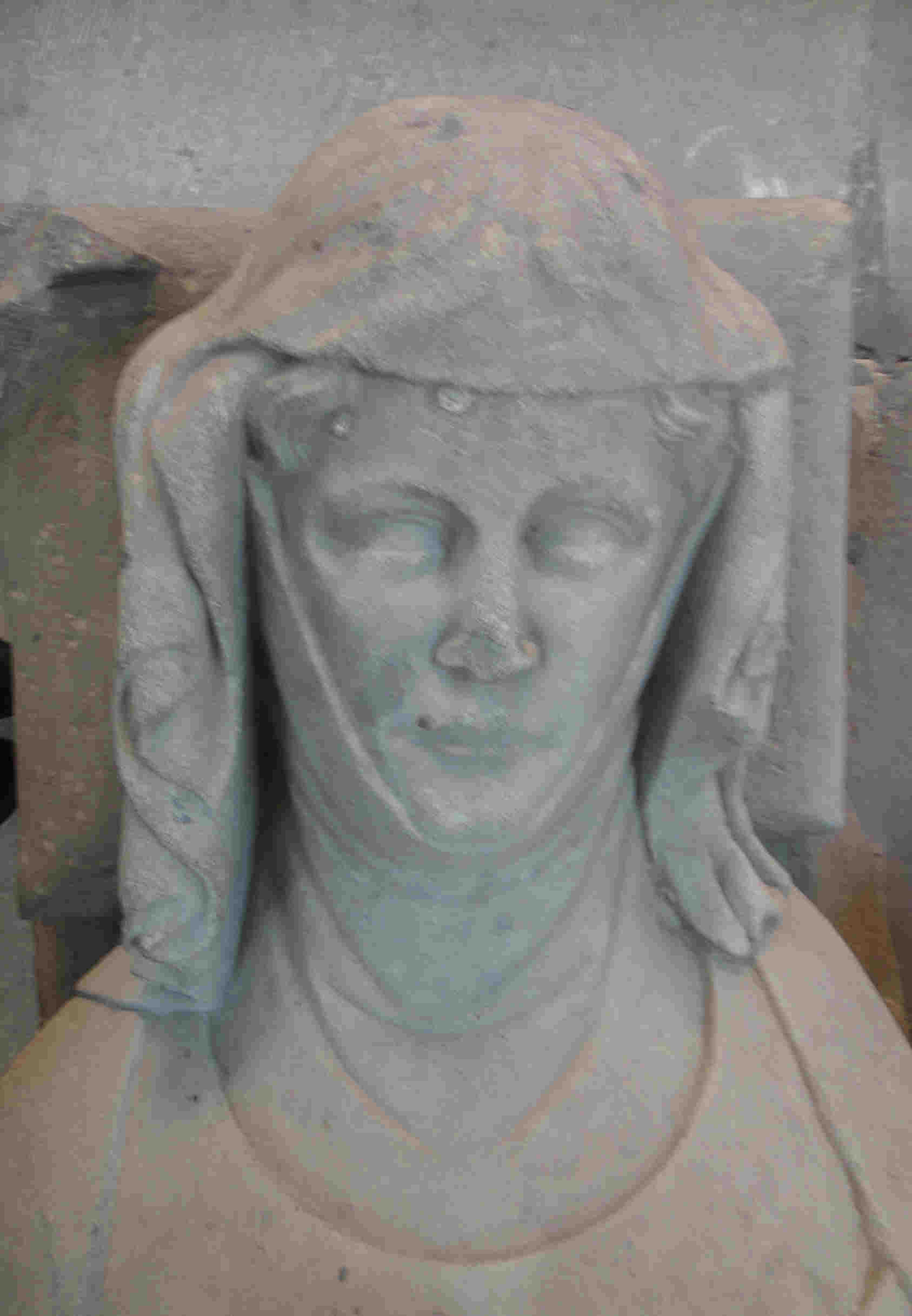
Kunigunde von Leiningen (1259-1311), chapelle des Cordeliers, Nancy.

Détachée du comté de Marimont et morcelée au gré des héritages, la seigneurie de Léning a été divisée dès le XIIIe siècle et jusqu’à la Révolution française en deux parties distinctes :
- Une moitié de la seigneurie était un franc-alleu, possédée depuis le XIIIe siècle par la Famille de Brucken originaire de Bliesbruck, seigneurs de Hingsange, puis par leurs héritiers les Helmstatt qui la conservèrent jusqu’à la Révolution française[22].
- L’autre moitié de la seigneurie de Léning était un fief relevant du duché de Lorraine dont furent investies au cours des siècles diverses familles dont les Kerpen, les Raville (Rollingen), les Créhange (Kriechingen) et à la fin du XVIe siècle  les comtes de Nassau-Sarrebruck[23].

Le duc Henri II de Lorraine réunit en 1623 ses fiefs lorrains de Francaltroff et Léning à la seigneurie de Lixheim qui fut érigée en 1629 en principauté immédiate du Saint-Empire romain germanique par Ferdinand II de Habsbourg en faveur de Louis de Guise, baron d'Ancerville et de son épouse Henriette de Lorraine, sœur du duc Charles IV de Lorraine. À la suite du décès sans postérité d’Alexandre de Grimaldi, neveu par alliance du dernier époux d’Henriette de Lorraine, l’éphémère principauté de Lixheim est réintégrée au duché de Lorraine en 1707.
La foire annuelle de la Saint-Barthélemy, patron de la paroisse, est une tradition très ancienne, comme le prouve une mention trouvée en 1510 dans les comptes du receveur de Dieuze.
Les plaids annaux (Jahrgeding) de Léning se tenaient traditionnellement le jeudi qui suit l’Épiphanie,. Les droits et devoirs de chacun y étaient précisés et la justice rendue. Les seigneurs d’Hingsange et le duc de Lorraine se partageaient la haute justice pour moitié. La moyenne et la basse justice appartenaient pour moitié aux seigneurs d’Hingsange et aux vassaux du duc de Lorraine.
La guerre de Trente Ans qui dévasta la toute la Lorraine n’épargna pas le village de Léning qui fut brûlé trois fois et perdit une grande partie de ses habitants.
Conformément aux dispositions du traité de Vienne (1738), le duché de Lorraine perd son indépendance et sa souveraineté en 1766 à la suite du décès du duc Stanislas Leszczyński. Le village de Léning devient alors français et est rattaché à la province de Lorraine, née de la fusion des Trois-Évêchés (dont faisait partie la seigneurie de Hingsange annexée de facto au royaume depuis 1552) et des anciens duchés nouvellement acquis.

### De la Révolution française à la Seconde Guerre mondiale
Le cahier de doléances des habitants de la commune a été rédigé le 17 mars 1789 par Joseph Riquet, maire de Léning puis député du Tiers à l'assemblée du bailliage de Dieuze et enfin celle de Sarreguemines. Ces doléances témoignent de l’injustice du système féodal, de la lourdeur des taxes et des nombreux litiges entre les villageois et le comte d’Helmstatt qui semble avoir été âpre au gain et fort peu conciliant.
Le découpage de la Lorraine en départements en 1790 fait fi aussi bien des liens historiques de ses territoires que de la frontière linguistique mosellane. Le vœu formulé par l'assemblée de réduction de Sarreguemines de créer un département lorrain de langue allemande n'a pas été retenu. La commune se voit ainsi intégrée au département de la Meurthe majoritairement francophone.

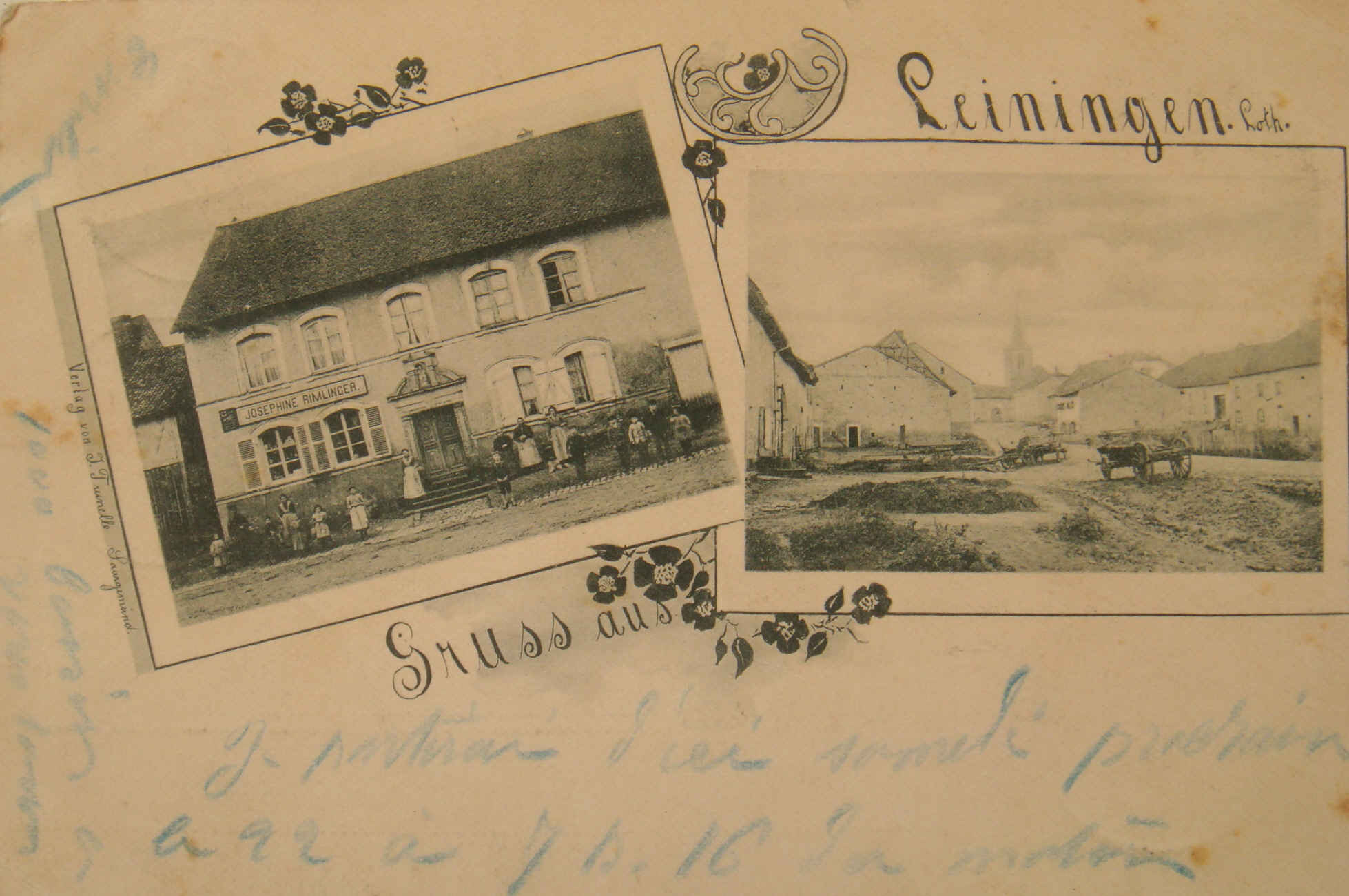
Léning en 1901.
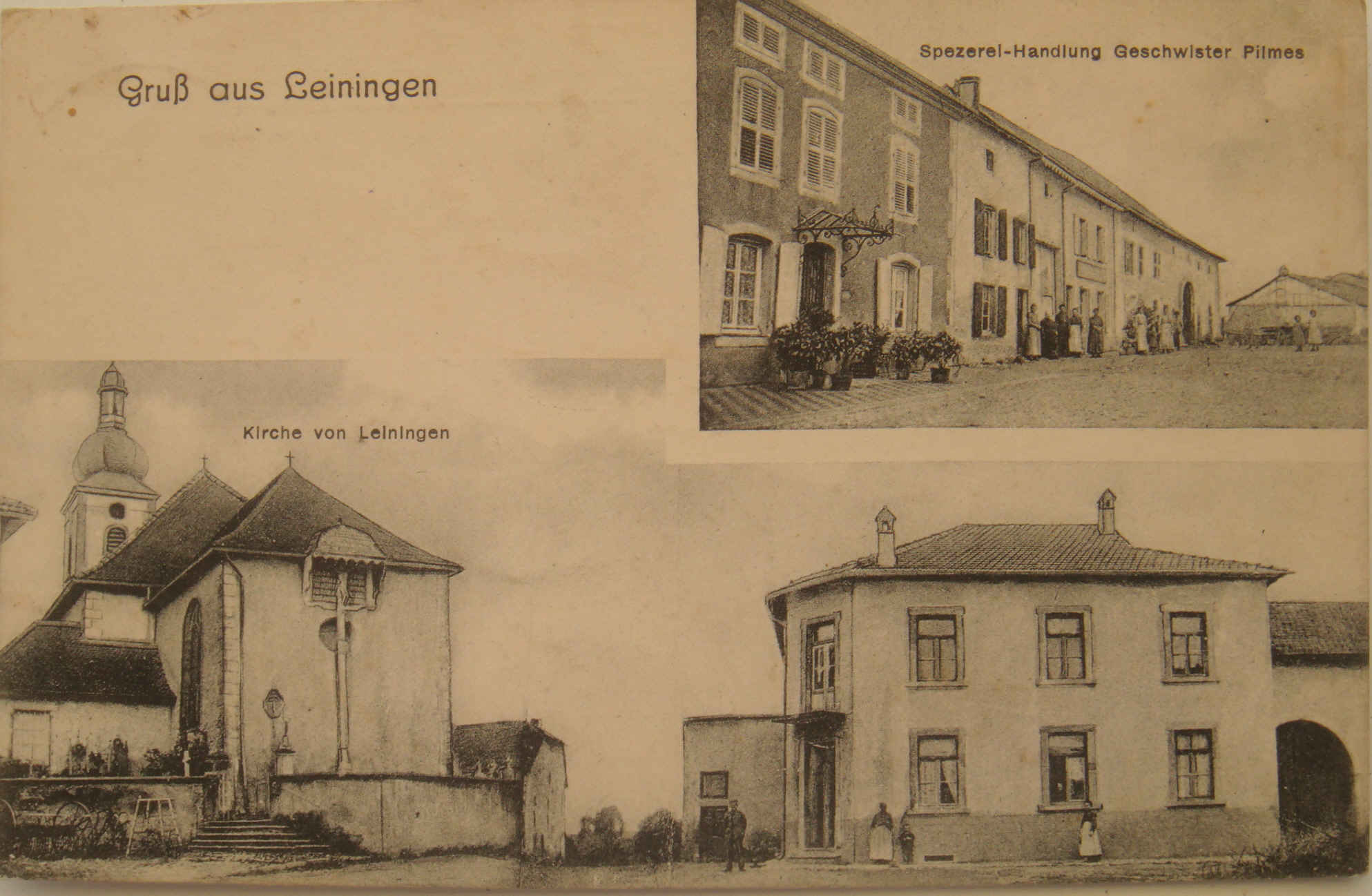
Léning en 1916.
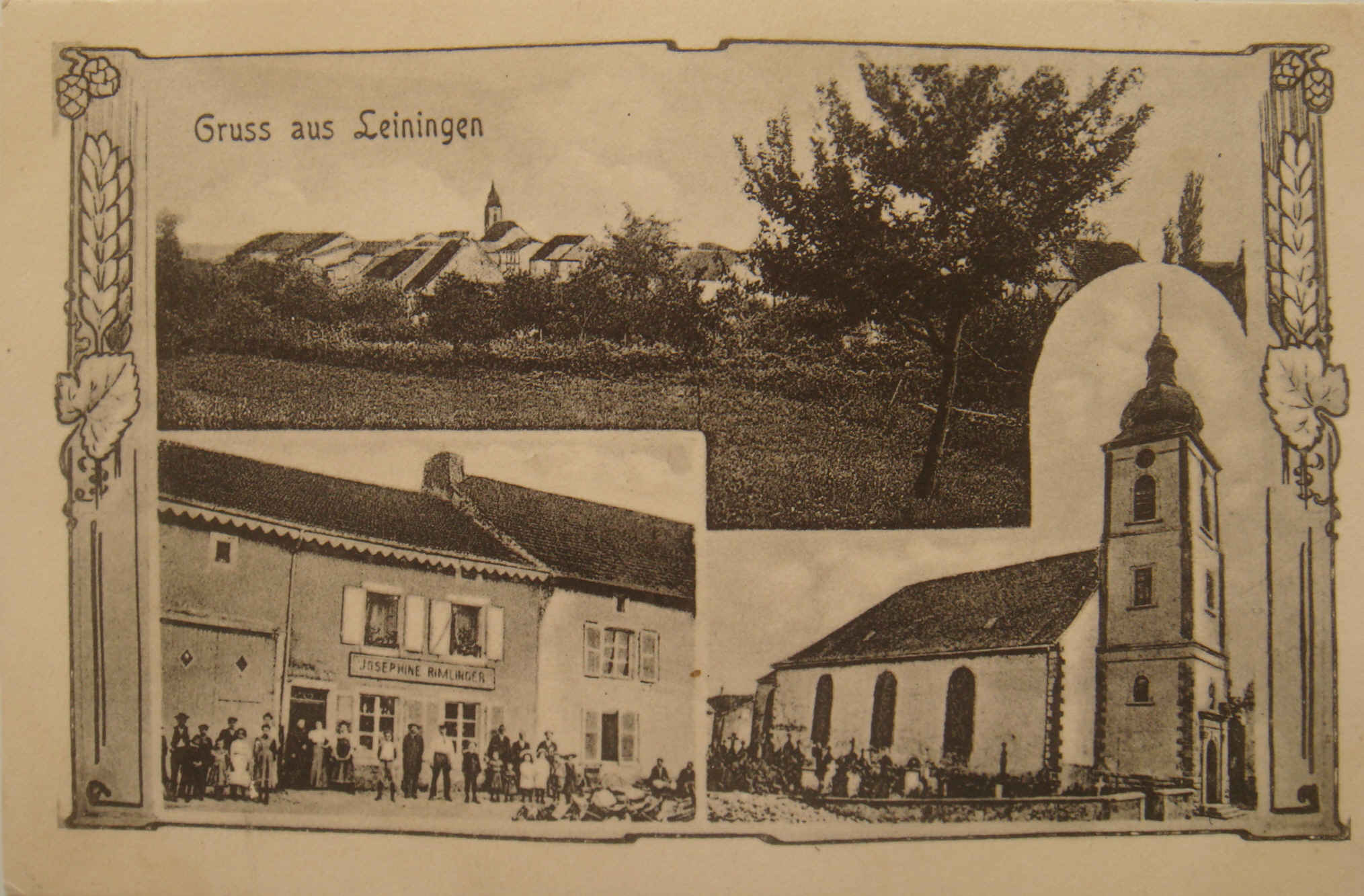
Léning en 1916.
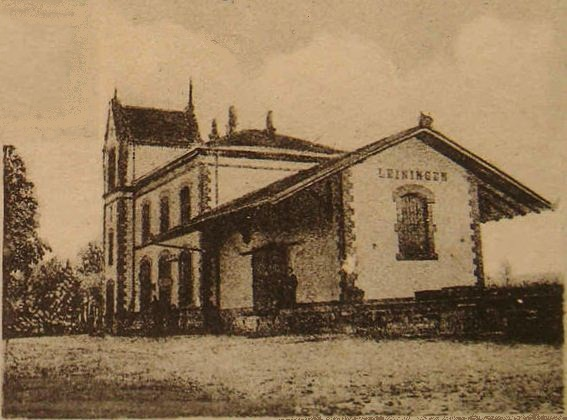
La gare en 1917.
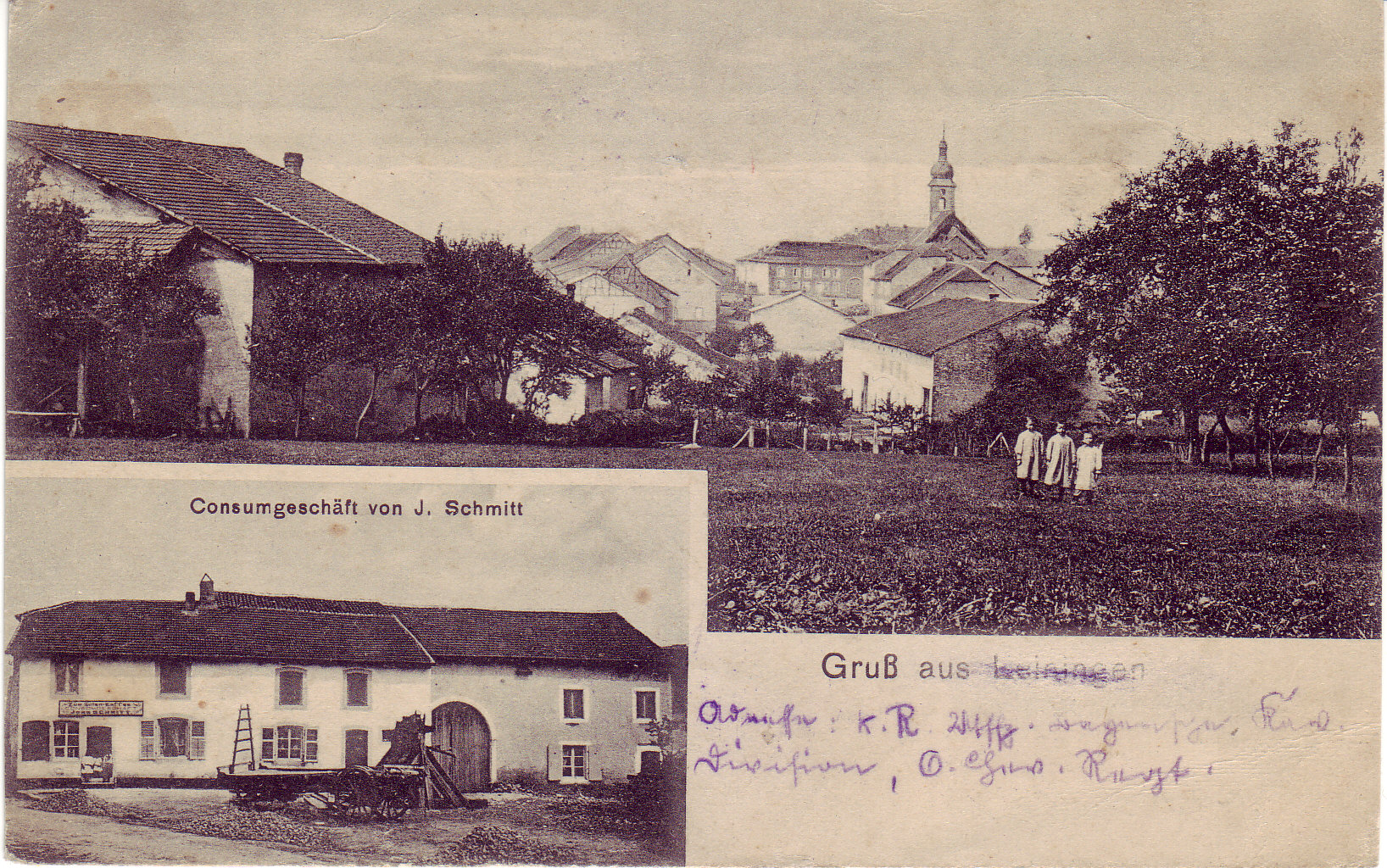
Léning en 1914.

En 1871, Léning est annexé à Empire allemand en vertu du traité de Francfort. La commune reprend le nom de « Leiningen » et fait alors partie de l'arrondissement de Château-Salins au sein du district de Lorraine, l’un des trois districts administratifs du Reichsland Elsass-Lothringen. C'est une époque de prospérité économique et Léning bénéficie de la construction d'une gare de chemin de fer sur la ligne de Champigneulles à Sarralbe. En 1914, la mobilisation des soldats du Reichsland s’opéra dans l’ordre et le calme, les défections furent rares ; seuls quelques centaines de mobilisables proches de la frontière s’enfuirent en France plutôt que de se battre pour le Kaiser. Huit jeunes soldats originaires de Léning laissèrent ainsi leur vie sur les champs de bataille de la Première Guerre mondiale comme le rappelle pudiquement une plaque apposée dans l'église du village car ils ne sont pas morts pour la France mais « avec Dieu pour l'Empereur et la Patrie » selon la devise prussienne.
Conformément à l’article 27 du Traité de Versailles, Léning redevient française en 1919 et se voit rattachée au nouveau département de la Moselle qui adopte les limites administratives du district de Lorraine.
Le village n'a pas été évacué en 1939-1940 et n'a pas subi de dégâts matériels importants lors des combats. L'adjudant-chef Joseph Grosse (1908-1940) originaire de Léning perdit la vie le 14 juin 1940 dans la défense héroïque de Cappel par la 4e Armée française. De juin 1940 à novembre 1944, le village est occupé par l’Allemagne et annexé de facto au troisième Reich qui l’incorpore au Gau Westmark. Le 19 août 1942, le Gauleiter Josef Bürckel promulgua l’ordonnance instituant le service militaire obligatoire pour les Mosellans, en violation du droit international. Nombreux furent les jeunes Alsaciens-Lorrains qui refusèrent de se battre pour le troisième Reich. Quatre jeunes soldats de Léning qui avaient été incorporés dans la Wehrmacht perdirent la vie sur les champs de bataille entre 1944 et 1945. Le drame de ces Malgré-nous et de leurs familles marquera encore longtemps les esprits.

## Politique et administration

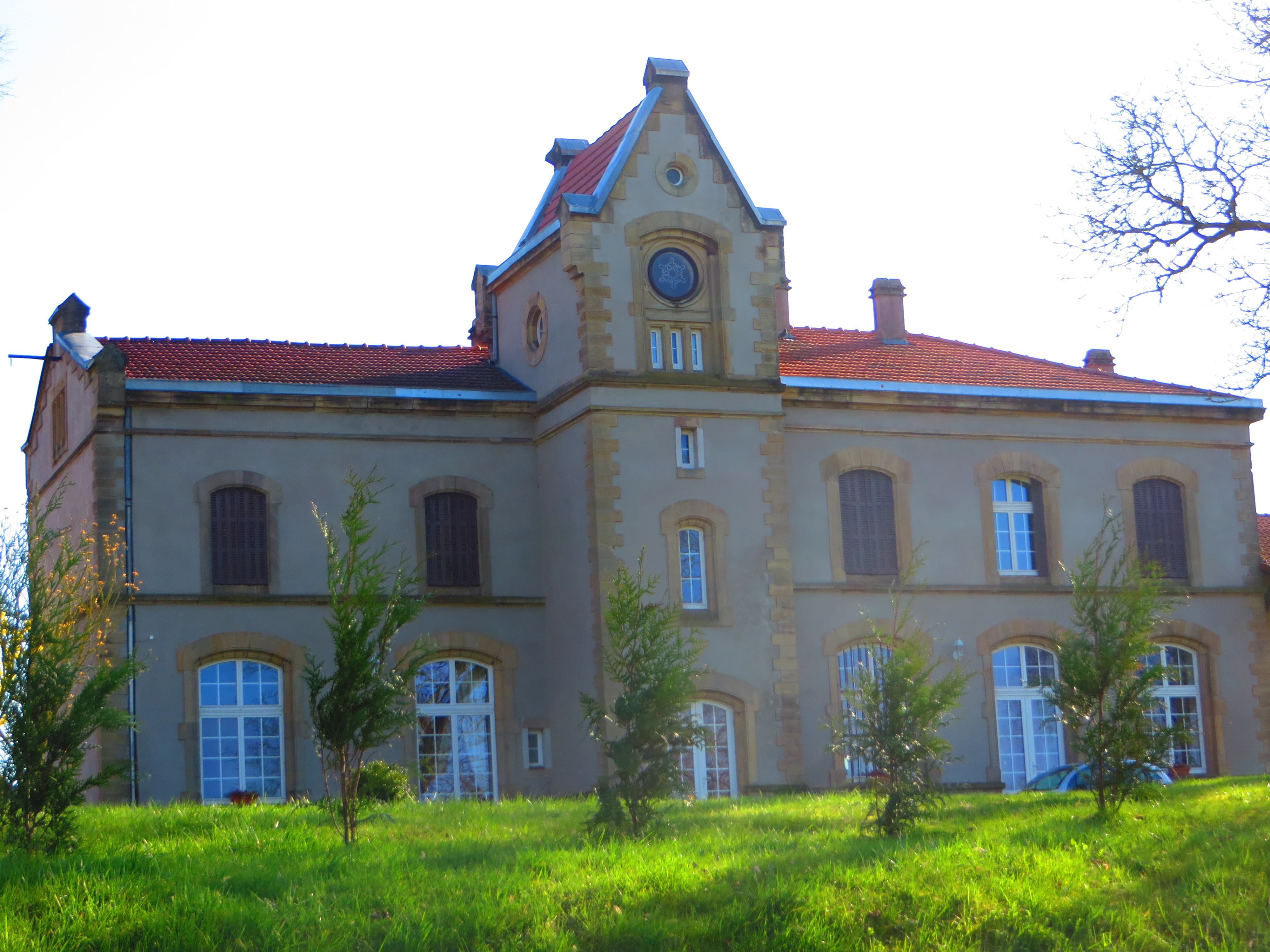
Léning la gare

| Période                                  | Période   | Identité       | Étiquette | Qualité |
| ---------------------------------------- | --------- | -------------- | --------- | ------- |
| mars 1989                                | mars 2001 | Joseph Steiler |           |         |
| mars 2001                                | En cours  | Antoine Ernst  |           |         |
| Les données manquantes sont à compléter. |           |                |           |         |

## Démographie
L'évolution du nombre d'habitants est connue à travers les recensements de la population effectués dans la commune depuis 1793. Pour les communes de moins de 10 000 habitants, une enquête de recensement portant sur toute la population est réalisée tous les cinq ans, les populations de référence des années intermédiaires étant quant à elles estimées par interpolation ou extrapolation. Pour la commune, le premier recensement exhaustif entrant dans le cadre du nouveau dispositif a été réalisé en 2007.

En 2022, la commune comptait 329 habitants, en évolution de +0,92 % par rapport à 2016 (Moselle : +0,52 %, France hors Mayotte : +2,11 %).
| 1793 | 1800 | 1806 | 1821 | 1831 | 1836 | 1841 | 1846 | 1851 |
| ---- | ---- | ---- | ---- | ---- | ---- | ---- | ---- | ---- |
| 325  | 395  | 425  | 476  | 484  | 523  | 501  | 468  | 462  |

| 1856 | 1861 | 1871 | 1875 | 1880 | 1885 | 1890 | 1895 | 1900 |
| ---- | ---- | ---- | ---- | ---- | ---- | ---- | ---- | ---- |
| 468  | 418  | 388  | 339  | 352  | 334  | 298  | 312  | 326  |

| 1905 | 1910 | 1921 | 1926 | 1931 | 1936 | 1946 | 1954 | 1962 |
| ---- | ---- | ---- | ---- | ---- | ---- | ---- | ---- | ---- |
| 315  | 292  | 237  | 222  | 215  | 210  | 222  | 202  | 195  |

| 1968 | 1975 | 1982 | 1990 | 1999 | 2006 | 2007 | 2012 | 2017 |
| ---- | ---- | ---- | ---- | ---- | ---- | ---- | ---- | ---- |
| 196  | 183  | 180  | 205  | 210  | 268  | 276  | 306  | 339  |

| 2022 | - | - | - | - | - | - | - | - |
| ---- | - | - | - | - | - | - | - | - |
| 329  | - | - | - | - | - | - | - | - |

## Culture locale et patrimoine

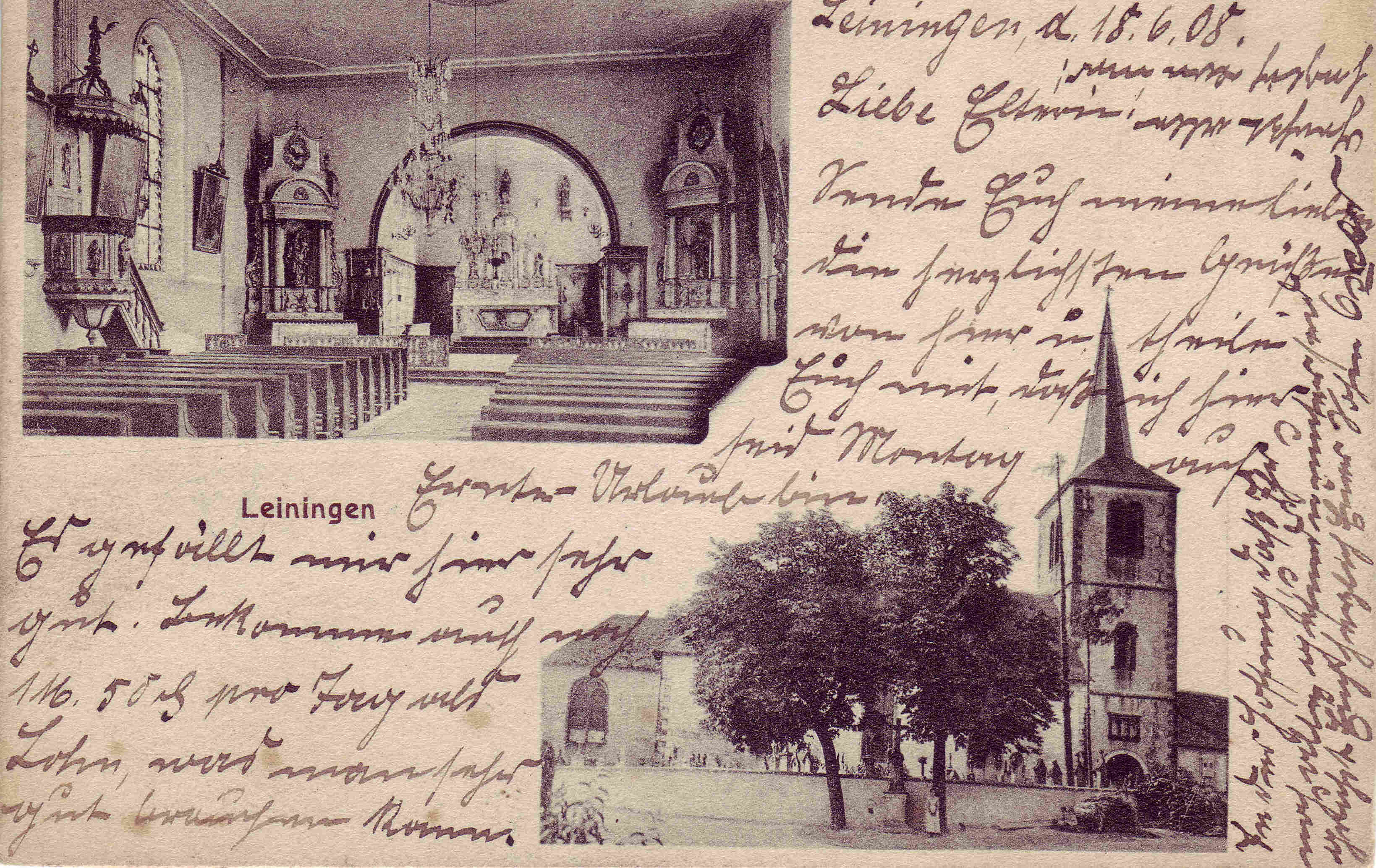
L’église Saint-Barthélemy en 1908 avec son ancien clocher à flèche de charpente.

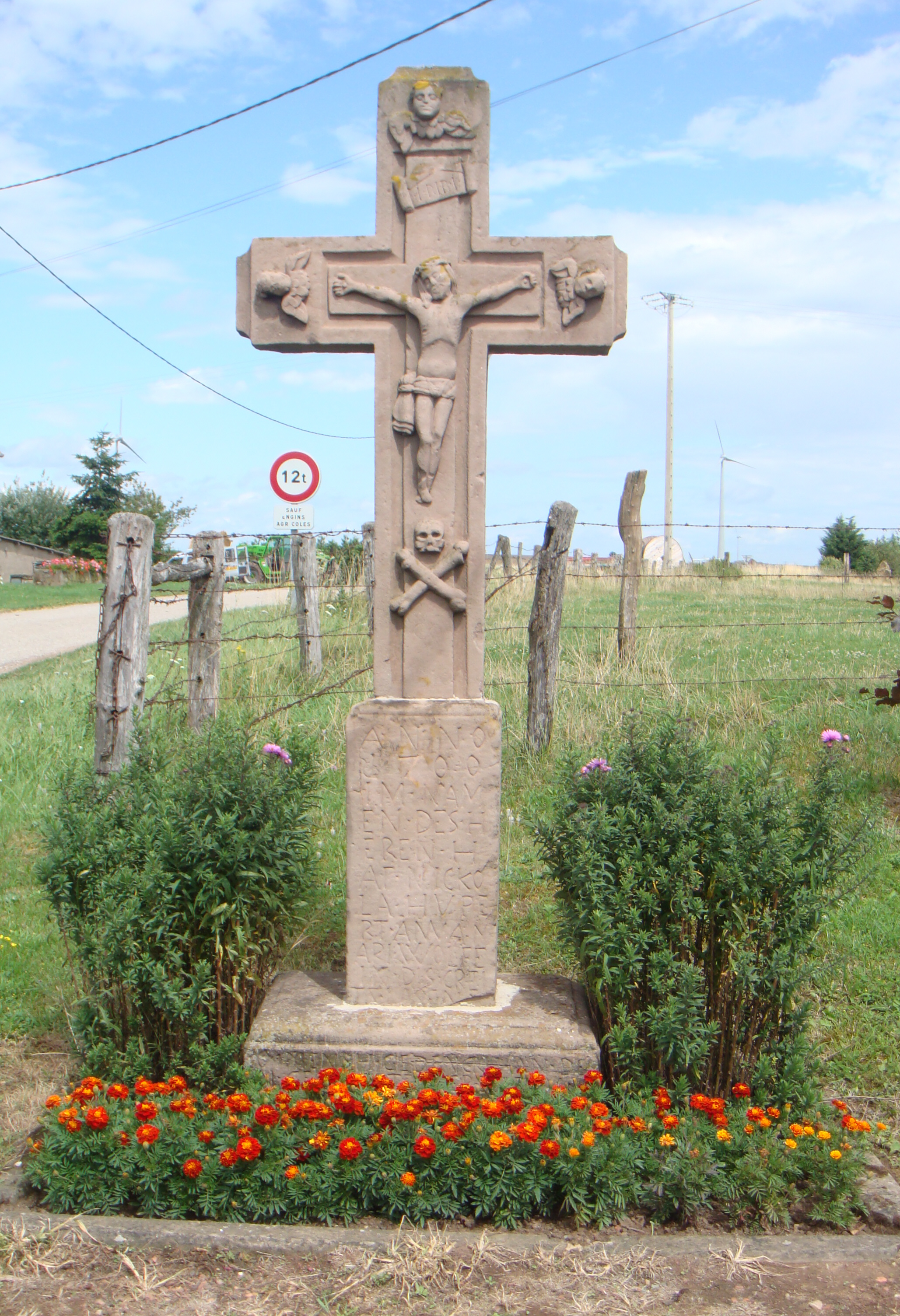
La croix monolithe de Léning (1700).

### Lieux et monuments
- Passage au nord du village d'une voie romaine[38].
- Porte datée 1727 (détruite à la fin du XXe siècle) et maisons anciennes datant du XVIIe siècle au XIXe siècle[39]

#### Édifices religieux
- L’église Saint-Barthélemy qui était devenue trop petite et avait beaucoup souffert lors de la guerre de Trente Ans, semble avoir été entièrement reconstruite au XVIIIe siècle. En 1726 les habitants demandèrent à leurs décimateurs (l’abbaye de Saint-Avold, le comte d’Helmstatt, la dame Rhingrave de Dhaun et Puttelange) de pourvoir à l’agrandissement de l’église[40]. Les travaux furent achevés en 1747. L’église abrite un beau mobilier du XVIIIe siècle (boiseries, autels, chaire…) qui a été inscrit en 1993 sur la liste des monuments historiques. Le clocher à flèche de charpente primitif a été remplacé au début du XXe siècle par un pittoresque clocher à bulbe.
- Croix monolithe érigée en 1700 à la sortie du village au lieu-dit « Am steinernen Kreuz » par Nicolas Houpert et Anne Marie Wolff[41] Elle porte l'inscription suivante en haut allemand : « ANNO 1700 IM NAMEN DES HEREN HAT NICKOLA HVPERT ANNA MARI WOLFFIN DIS CREITZ LASEN [VFRICHTEN]. (Au piédestal) O MENSCH GEDENCKE AN DE [...] »

### Personnalités liées à la commune
- Joseph Riquet, maire de Léning, député du Tiers état à l'assemblée du bailliage de Dieuze puis à celle de Sarreguemines en 1789.

### Héraldique
| Blason de Léning | Les armes de Léning se blasonnent ainsi: De gueules à l'épée d'argent garnie d'or, accostée de deux saumons adossés d'argent. Il s'agit des armes d'Henri I de Blâmont (de gueules accostée de deux saumons adossés d'argent) qui posséda Léning au XIIIe siècle, l'épée symbolisant le martyre de saint Barthélemy, patron de la paroisse. |